# Gare de Morlaix
Gare de Morlaix – stacja kolejowa w Morlaix, w regionie Bretania, we Francji. Znajdują się tu 2 perony.